# Natació als Jocs Olímpics d'Estiu de 1920 - relleus 4x100 metres lliures femenins
Els relleus 4x100 metres lliures femenins va ser una de les deu proves de natació que es disputaren als Jocs Olímpics d'Anvers de 1920. Aquesta era la segona vegada que es disputava aquesta prova en uns Jocs. La competició es disputà el 29 d'agost de 1920. Hi van prendre part 12 nedadores procedents de 3 països.

## Medallistes
| Or                                                                                  | Plata                                                                          | Bronze                                                       |
| Estats UnitsMargaret Woodbridge · Frances Schroth · Irene Guest · Ethelda Bleibtrey | Regne UnitHilda James · Constance Jeans · Charlotte Radcliffe · Grace McKenzie | SuèciaAina Berg · Emy Machnow · Carin Nilsson · Jane Gylling |

## Rècords
Aquests eren els rècords del món i olímpic que hi havia abans de la celebració dels Jocs Olímpics de 1920.
| Rècord del Món | 5:52.8 | Belle Moore · Jennie Fletcher · Annie Speirs · Irene Steer | Estocolm (SWE) | 15 de juliol de 1912 |
| Rècord Olímpic | 5:52.8 | Belle Moore · Jennie Fletcher · Annie Speirs · Irene Steer | Estocolm (SWE) | 15 de juliol de 1912 |

L'equip dels Estats Units va establir un nou rècord del món.

## Resultats

### Final
| Posició | Nedadores                                                                   | Temps     |
| ------- | --------------------------------------------------------------------------- | --------- |
| 1       | Margaret Woodbridge, Frances Schroth, Irene Guest i Ethelda Bleibtrey (USA) | 5:11.6 WR |
| 2       | Hilda James, Constance Jeans, Charlotte Radcliffe i Grace McKenzie (GBR)    | 5:40.8    |
| 3       | Aina Berg, Emy Machnow, Carin Nilsson i Jane Gylling (SWE)                  | 5:43.6    |